# 東豫州
東豫州，中国南北朝时设置的州。
十六國時期前秦建元十六年（380年）十二月，始设立东豫州，任命毛当为东豫州刺史,镇守许昌。北魏太和十九年（495年）再置東豫州，治所在汝南郡新息县广陵城（今河南息县）。辖境约当今河南省息县、淮滨县及潢川县、正阳县部分地区一带。南朝梁大通元年（527年）改为西豫州，太清元年（547年）又改名淮州。东魏武定七年（549年）复名东豫州。北齐时治新息（河南息县）。北周宣政元年（578年）改为息州。